# Ван До
Ван До (1592 — 1652) — китайський художник, поет, каліграф часів династій Мін та Цін.

## Життєпис
Народився у бідній родині у повіті Менцзінь (у сучасній провінції Хенань). З дитинства прагнув до знань, навчаючись спочатку у місцеві школі, згодом у Пекіні. Згодом — у 1622 році — тут його приймають до Імператорської академії. З початком вторгнення у 1644 році армії маньчжурів до Китаю втік до Нанкіна. Втім у 1649 році здався разом із мешканцями міста військам маньчжурів, був прийнятий на службу династії Цін. Втім вже у 1651 році був відправлений у відставку. Помер у 1652 році.

## Творчість
Ван До є яскравим представником напрямку ексцентриків (се) у каліграфії часів падіння династії Мін. Всебічно вивчав спадщину Ван Сі-чжи, а також стилі Мі Фу і Дун Ци-чана. Ван До вподобав овальну пластику малюнку. Наприкінці життя захопився опрацюванням бляклих тонів туші, починаючи від перлинно—сірого до чорного, як онікс. Під «вологих» рисах є легка пульсація, що нагадує стиль. Як основу для своїх творів Ван До волів дамаст. Деякі його вертикальні сувої незвично довгі. Найвідомішим є: «Декілька сухих гілок орхідеї», «Сніжний пейзаж».